# John Salley
John Thomas Salley (Brooklyn, 16 maggio 1964) è un ex cestista, attivista e imprenditore statunitense, professionista nella NBA, soprannominato Spider per la sua fobia dei ragni.

## Carriera
Vegano, è uno dei quattro cestisti (unitamente a Robert Horry e Danny Green e LeBron James) ad aver vinto il titolo NBA con 3 diverse franchigie. È inoltre riuscito nell'impresa di vincere il titolo NBA in tre decenni diversi, traguardo raggiunto anche dal solo Tim Duncan.

### Detroit Pistons
Salley fu scelto dai Detroit Pistons con l'undicesima scelta assoluta nel primo giro del Draft NBA 1986.
Sotto la guida di Chuck Daly, Salley fece parte dell'era dei Pistons che vide tre apparizioni consecutive alle finali NBA. Lo stile di gioco altamente fisico, orientato alla difesa e sporco della squadra valse loro il soprannome di "Bad Boys" della NBA, con Salley che giocava al fianco di Dennis Rodman, Bill Laimbeer, James Edwards, Joe Dumars, Isiah Thomas, Rick Mahorn e Adrian Dantley.
Dopo aver vinto il titolo nel 1989 e nel 1990, la corsa dei Pistons si conclude quando i Chicago Bulls guidati da Michael Jordan li travolsero in quattro partite nelle finali della Eastern Conference del 1991; Verso la fine di gara 4, con ancora dei secondi da giocare, la maggior parte dei giocatori dei Pistons scelse di tornare negli spogliatoi piuttosto che congratularsi con i nuovi campioni della Eastern Conference, Salley fu uno dei pochi a rimanere in campo alla fine della partita per congratularsi con gli avversari.

## Cinema
È apparso nel franchise Bad Boys, impersonando l'hacker informatico Fletcher. Nelle pellicole era accreditato come John Spider Salley.

## Statistiche
| † | Denota una stagione in cui ha vinto il titolo NBA. |

### College
| Anno      | Squadra               | PG  | PT  | MP   | TC%  | 3P% | TL%  | RP  | AP  | PRP | SP  | PP   |
| --------- | --------------------- | --- | --- | ---- | ---- | --- | ---- | --- | --- | --- | --- | ---- |
| 1982-1983 | Georgia T. Yel. Jack. | 27  | 27  | 30,7 | 50,2 | -   | 63,8 | 5,7 | 1,3 | 0,7 | 1,3 | 11,5 |
| 1983-1984 | Georgia T. Yel. Jack. | 29  | 29  | 34,2 | 58,9 | -   | 67,4 | 5,8 | 2,5 | 0,8 | 2,3 | 11,8 |
| 1984-1985 | Georgia T. Yel. Jack. | 35  | 35  | 35,2 | 62,7 | -   | 63,6 | 7,1 | 2,7 | 0,8 | 2,3 | 14,0 |
| 1985-1986 | Georgia T. Yel. Jack. | 34  | 34  | 33,7 | 60,6 | -   | 59,4 | 6,7 | 3,4 | 0,8 | 1,7 | 13,1 |
| Carriera  | Carriera              | 125 | 125 | 33,6 | 58,7 | -   | 63,3 | 6,4 | 2,6 | 0,8 | 1,9 | 12,7 |

### NBA

#### Regular season
| Anno       | Squadra         | PG  | PT  | MP   | TC%  | 3P%  | TL%  | RP  | AP  | PRP | SP  | PP  |
| ---------- | --------------- | --- | --- | ---- | ---- | ---- | ---- | --- | --- | --- | --- | --- |
| 1986-1987  | Detroit Pistons | 82  | 2   | 17,8 | 56,2 | 0,0  | 61,4 | 3,6 | 0,7 | 0,5 | 1,5 | 5,3 |
| 1987-1988  | Detroit Pistons | 82  | 16  | 24,4 | 56,6 | 0,0  | 70,9 | 4,9 | 1,4 | 0,6 | 1,7 | 8,5 |
| 1988-1989† | Detroit Pistons | 67  | 21  | 21,8 | 49,8 | 0,0  | 69,2 | 5,0 | 1,1 | 0,6 | 1,1 | 7,0 |
| 1989-1990† | Detroit Pistons | 82  | 12  | 23,3 | 51,2 | 25,0 | 71,3 | 5,4 | 0,8 | 0,6 | 1,9 | 7,2 |
| 1990-1991  | Detroit Pistons | 74  | 1   | 22,3 | 47,5 | 0,0  | 72,7 | 4,4 | 0,9 | 0,7 | 1,5 | 7,4 |
| 1991-1992  | Detroit Pistons | 72  | 38  | 24,6 | 51,2 | 0,0  | 71,5 | 4,1 | 1,6 | 0,7 | 1,5 | 9,5 |
| 1992-1993  | Miami Heat      | 51  | 34  | 27,9 | 50,2 | 0,0  | 79,9 | 6,1 | 1,6 | 0,6 | 1,4 | 8,3 |
| 1993-1994  | Miami Heat      | 76  | 45  | 25,1 | 47,7 | 66,7 | 72,9 | 5,4 | 1,8 | 0,7 | 1,0 | 7,7 |
| 1994-1995  | Miami Heat      | 75  | 50  | 26,1 | 49,9 | 0,0  | 73,9 | 4,5 | 1,6 | 0,6 | 1,1 | 7,3 |
| 1995-1996  | Toronto Raptors | 25  | 6   | 19,3 | 48,6 | 0,0  | 72,3 | 3,9 | 1,6 | 0,4 | 0,5 | 6,0 |
| 1995-1996† | Chicago Bulls   | 17  | 0   | 11,2 | 34,3 | 0,0  | 60,0 | 2,5 | 0,9 | 0,5 | 0,9 | 2,1 |
| 1999-2000† | L.A. Lakers     | 45  | 3   | 6,7  | 36,2 | 0,0  | 75,0 | 1,4 | 0,6 | 0,2 | 0,3 | 1,6 |
| Carriera   | Carriera        | 748 | 228 | 22,1 | 50,6 | 21,4 | 71,4 | 4,5 | 1,2 | 0,6 | 1,3 | 7,0 |

#### Play-off
| Anno     | Squadra         | PG  | PT | MP   | TC%  | 3P% | TL%  | RP  | AP  | PRP | SP  | PP   |
| -------- | --------------- | --- | -- | ---- | ---- | --- | ---- | --- | --- | --- | --- | ---- |
| 1987     | Detroit Pistons | 15  | 0  | 20,7 | 50,0 | 0,0 | 64,3 | 4,8 | 0,7 | 0,2 | 1,1 | 6,2  |
| 1988     | Detroit Pistons | 23  | 0  | 27,1 | 53,8 | 0,0 | 71,0 | 6,7 | 0,9 | 0,7 | 1,6 | 7,0  |
| 1989†    | Detroit Pistons | 17  | 0  | 23,1 | 58,6 | 0,0 | 66,7 | 4,6 | 0,5 | 0,5 | 1,5 | 8,9  |
| 1990†    | Detroit Pistons | 20  | 0  | 27,4 | 47,5 | 0,0 | 75,5 | 5,9 | 1,0 | 0,5 | 1,7 | 9,5  |
| 1991     | Detroit Pistons | 15  | 0  | 20,5 | 54,3 | 0,0 | 60,0 | 4,1 | 0,7 | 0,4 | 1,3 | 7,5  |
| 1992     | Detroit Pistons | 5   | 1  | 29,8 | 45,5 | 0,0 | 82,1 | 6,0 | 2,8 | 0,6 | 2,8 | 12,6 |
| 1994     | Miami Heat      | 5   | 5  | 40,2 | 38,6 | 0,0 | 68,8 | 8,0 | 1,6 | 0,4 | 1,0 | 11,0 |
| 1996†    | Chicago Bulls   | 16  | 0  | 5,3  | 54,5 | 0,0 | 28,6 | 0,7 | 0,4 | 0,1 | 0,1 | 0,9  |
| 2000†    | L.A. Lakers     | 18  | 0  | 4,3  | 38,5 | 0,0 | 70,0 | 1,2 | 0,2 | 0,1 | 0,3 | 0,9  |
| Carriera | Carriera        | 134 | 6  | 20,1 | 50,5 | 0,0 | 69,0 | 4,4 | 0,8 | 0,4 | 1,2 | 6,4  |

## Palmarès
- Campionato NBA: 4

Detroit Pistons: 1989, 1990
Chicago Bulls: 1996
Los Angeles Lakers: 2000